# Janeiro de Baixo
Janeiro de Baixo ist eine Gemeinde (Freguesia) im portugiesischen Kreis (Concelho) von Pampilhosa da Serra. In ihr leben 533 Einwohner (Stand 19. April 2021).

## Geschichte
Im 16. oder 17. Jahrhundert vermachte ein Großgrundbesitzer seinen beiden Söhnen jeweils ein Gebiet oberhalb und unterhalb des Flusses Zêzere, woraus das links des Flusses gelegene Janeiro de Cima (dt.: Oberes Janeiro) und das gegenüberliegende Janeiro de Baixo entstanden. In den Gebieten waren bereits Siedlungen, wobei das ältere das heutige Janeiro de Baixo ist, das bereits 1320 kirchlich erfasste Bewohner hatte. Es erschien im Jahr 1600 in einer Wert-Erhebung der Portugiesischen Krone, die das Gebiet seit der früheren Übergabe durch den Christusorden besaß. Die Gemeinde gehörte zum Kreis von Fajão, bis es mit dessen Auflösung 1855 zum Kreis Pampilhosa da Serra kam, dem es seither zugeordnet ist.

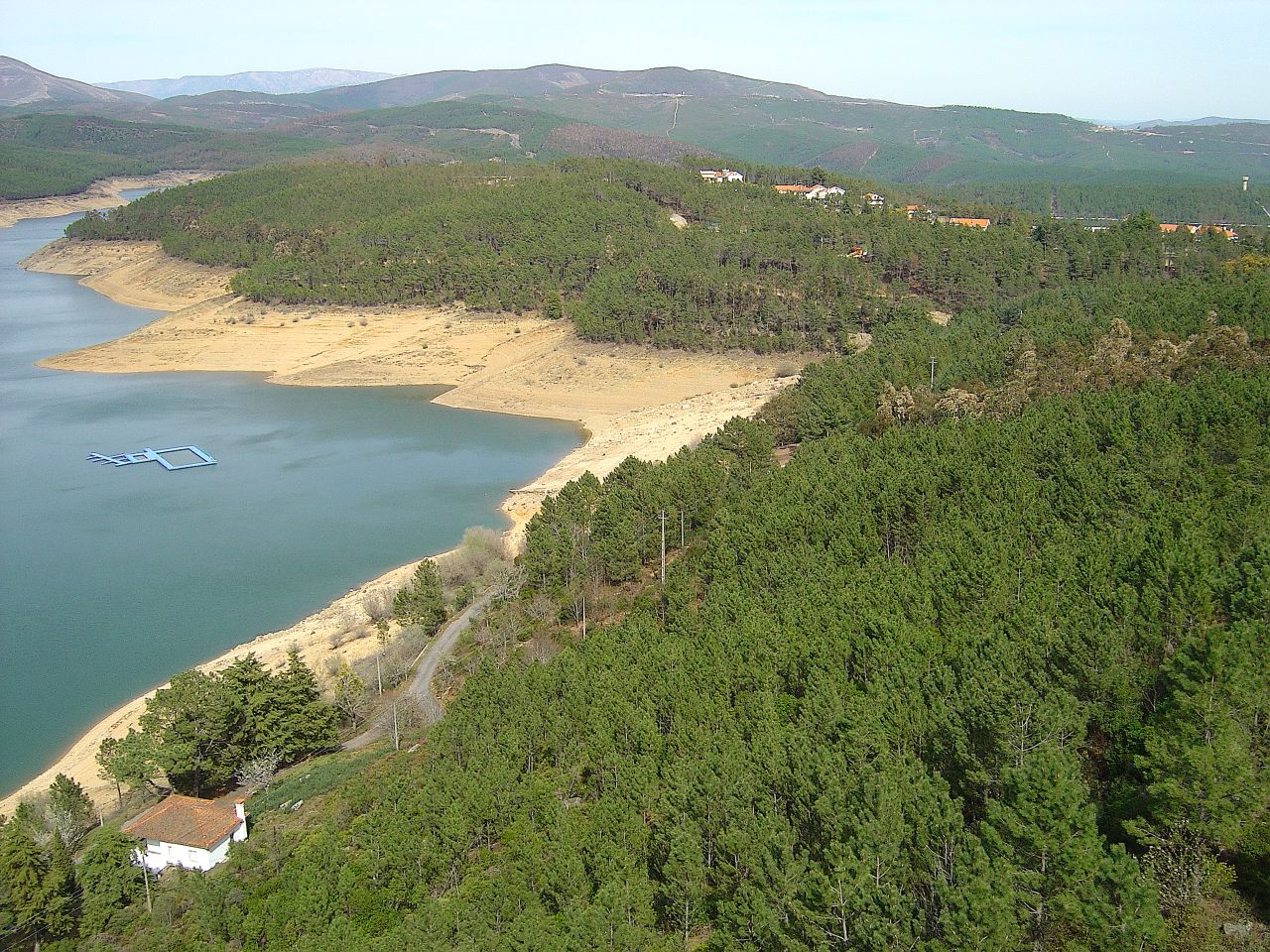
Am See Barragem de Santa Luzia

## Kultur und Sehenswürdigkeiten
Der Ort ist Teil der traditionellen Schiefer-Dörfer der Region, den Aldeias do Xisto. Am Rio Zêzere sind Wassermühlen zu besichtigen, Wanderwege führen durch das Gemeindegebiet, und ein Flussbad bietet Bade- und Wassersportmöglichkeiten, die in noch größerer Vielfalt auch am nahen Stausee Barragem de Santa Luzia angeboten werden.
Die vermutlich mittelalterliche Gemeindekirche Igreja Paroquial de Janeiro de Baixo (auch Igreja de São Domingos) wurde im späten 18. Jahrhundert renoviert und erhielt im 19. Jahrhundert ihren Glockenturm. Sie steht unter Denkmalschutz.